# Alberto Mendoza (Fußballspieler)
Alberto Mendoza (* vor 1939 in Toluca; † nach 1947), auch bekannt unter dem Spitznamen Caballo, war ein mexikanischer Fußballspieler auf der Position des Stürmers, der in der Saison 1939/40 mit 15 Treffern Torschützenkönig der mexikanischen Fußballliga war.

## Leben
Mendoza begann seine Fußballerlaufbahn in den 1930er Jahren bei seinem Heimatverein Deportivo Toluca und wechselte 1939 zum Hauptstadtverein Atlante, um in der lukrativen Hauptstadtliga zu spielen.
Dort wurde er in der Saison 1939/40 mit 15 erzielten Treffern auf Anhieb Torschützenkönig der Liga. In den darauffolgenden Spielzeiten gelangen ihm, ebenfalls im Dress des CF Atlante, neun (1940/41) bzw. 13 Treffer (1941/42). Sein größter Erfolg mit den Potros war der Gewinn der Meisterschaft in der Saison 1940/41.
Die Saison 1942/43 begann er ebenfalls im Dress von Atlante, für die er gleich im ersten Spiel gegen Asturias am 18. Oktober 1942 einen Treffer zum 2:1-Sieg der Atlantistas beisteuerte. Es blieb jedoch sein einziges Tor für Atlante und er wechselte noch im selben Jahr zu den Asturianos, für die er erstmals am 13. Dezember 1942 im „spanischen Derby“ gegen den Real Club España (4:1) traf. Treffsicher war er auch im am 7. Februar 1943 gegen seine alten Kameraden von Atlante ausgetragenen „Rückspiel“, in dem er zwei Tore zum 3:2-Sieg seiner neuen Mannschaft beisteuerte.
Mit Einführung der Profiliga ab der Saison 1943/44 wechselte er zum Club Marte, für den er in den nächsten zwei Jahren insgesamt 27 Tore erzielte. Sein in diesem Zeitraum erfolgreichstes Spiel, das mit 5:1 gewonnen wurde und in dem er drei Treffer erzielte, fand am 23. März 1944 ausgerechnet gegen seinen Exverein Atlante statt. Seine Tore zum 2:0, 3:0 und 4:0 innerhalb von nur vier Minuten zwischen der 64. und 67. Minute bedeuteten nicht nur einen lupenreinen Hattrick, sondern einen der schnellsten Hattricks in der Geschichte des Fußballs überhaupt. Dennoch konnte „Caballo“ Mendoza mit seinen insgesamt zwölf Treffern in der Saison 1943/44 nicht verhindern, dass der Vorjahresmeister Marte am Saisonende den letzten Tabellenplatz belegte.
Auch die folgende Saison 1944/45 verlief für Marte enttäuschend. Obwohl Mendoza insgesamt 15 Treffer erzielte, belegte die Mannschaft am Saisonende nur den elften Rang (von 13 Mannschaften). Auch half es nicht, dass er seine Mannschaft beispielsweise in beiden Derbys gegen den späteren Meister España mit 1:0 in Führung geschossen hatte, denn am Ende mussten die Marcianos sich jeweils mit 1:5 geschlagen geben.
Die Saison 1945/46 verbrachte er beim Club León und in derselben erlebte er sein treffsicherstes Spiel in der mexikanischen Profiliga. Es war die am 16. Dezember 1945 ausgetragene Begegnung mit dem Hauptstadtverein América, in der er – einmalig in seiner Profikarriere – vier Tore in einem Spiel erzielte. Nachdem er den Führungstreffer bereits in der vierten Spielminute erzielt hatte, gelang ihm zwischen der 48. und 79. Minute ein weiterer Hattrick, ehe sein Mannschaftskamerad Marcos Aurelio in der 84. Minute den 5:0-Endstand herstellte.
In der darauffolgenden Saison 1946/47 blieb er in León und spielte für den Stadtrivalen San Sebastián, für den er insgesamt 16 Treffer erzielte; darunter ein Tor zur 2:1-Führung in der 70. Minute gegen seinen Exverein und Stadtrivalen León (Endstand 2:2).

## Erfolge

### Persönlich
- Torschützenkönig der Hauptstadtliga: 1939/40

### Verein
- Mexikanischer Meister: 1940/41